# Вила Пасо (Терамо)
Villa Passo (итал. Villa Passo
| слика = 
| опис_слике = 
| држава =  Италија) је насеље у Италији у округу Терамо, региону Абруцо.
Према процени из 2011. у насељу је живело 157 становника. Насеље се налази на надморској висини од 408 м.